# Roneat
Le terme Roneat (khmer : រនាតៃ) est un mot générique khmer qui fait référence à trois types de xylophones utilisés dans la musique traditionnelle du Cambodge.

## Le roneat Thung
Le roneat Thung ( (khmer : រនាតធុង) est un xylophone utilisé dans la musique classique khmer du Cambodge, qui épouse la forme d’un bateau de forme rectangulaire et incurvée. Cet instrument joue un rôle important dans l’ensemble pinpeat (khmer : ពិណពាទ្យ), un orchestre ou un ensemble musical qui interprète essentiellement des musiques jouées à la cour royale et dans les temples du Cambodge. Le roneat thung est toujours situé à gauche du roneat ek, un xylophone plus aigu.

## Le roneat ek
Le roneat ek (khmer : រនាតឯក, aussi appelé "ronneat rut" est un xylophone utilisé dans la musique khmère classique. Il est  construit également avec la forme d’un bateau, rectangulaire et incurvé, et il se compose de vingt-et-une grosses lattes de bambou ou de bois dur suspendues à des cordes attachées entre deux murs. Ces lattes sont de même largeur, mais de longueur et d'épaisseur différentes. À l'origine, cet instrument était très décorés  avec des éléments de marqueterie et les côtés de la caisse de résonance étaient finement sculptées. Le "roneat ek" est un instrument qui est utilisé dans un ensemble pinpeat. Il est toujours placé à droite d'un xylophone plus grave: le "roneat thung". Le roneat ek est comparable à l’un des instruments des plus distinctifs de la musique classique thaï: le Xylophone  "Ranaht ek". Il est également très similaire au xylophone birman en bambou "pattala" dont la mention historique la plus ancienne se trouve dans les inscriptions Kalyani datées de 1479.

## Le roneat dek
Le roneat dek (khmer : រនាតដែក) est un ancien métallophone cambodgien, métallique utilisé dans l’ ensemble pinpeat .Il a été créé par les cours royales qui ont précédé la période d' Angkor. Cet instrument est rarement couvert d’ornements sur les barres ou la caisse de résonance. Le roneat dek est analogue au ranat ek lek de Thaïlande .